# Chambinho do Acordeon
Nivaldo Expedito de Carvalho, mais conhecido pelo seu nome artístico de Chambinho do Acordeon (São Paulo, 7 de junho de 1980), é um acordeonista, cantor, compositor e ator brasileiro. Interpretou Luiz Gonzaga no filme Gonzaga: de Pai para Filho. O filme de 2012, premiado pela academia brasileira de cinema, foi dirigido por Breno Silveira, e escrito por Patrícia Andrade, inspirado na biografia dos cantores Luiz Gonzaga e Gonzaguinha, pai e filho respectivamente. O longa foi lançado nos circuitos nacionais em 26 de outubro de 2012 e foi transmitido pela Rede Globo em formato de microssérie em 4 capítulos. Também foi exibido nos Estados Unidos, Europa e ganhou o festival de cinema brasileiro em Moscou - Rússia.

## Trajetória
Nasceu em São Paulo no dia 07 de junho de 1980. Aos 8 anos de idade mudou-se com a família para a cidade de Jaicós, Piauí, onde aprendeu os primeiros acordes na sanfona, com o seu avô Zezinho Barbosa. Essa primeira escola lhe fez conhecer os velhos sanfoneiros nordestinos, e tomar gosto pelo autêntico forró.
Retornou à São Paulo e foi integrante da Banca Caiana, com a qual gravou dois CDs lançados pela Warner Music. Em seguida acompanhou a Banca de Pifanos de Caruaru, com a qual gravou o CD “No século XXI, no Pátio do Forró” (Trama, 2002), premiado pelo Prêmio Tim e pelo Grammy Latino. Integrou o Trio Zabumbão. Acompanhou grandes nomes do Forró como Família Gonzaga, Anastácia e o grande humorista João Claudio Moreno. 
A história de como Chambinho chegou ao papel, daria um filme em si, ele foi selecionado entre mais de 5 mil candidatos para interpretar Luiz Gonzaga, e aprendeu a atuar com Nanda Costa. Participou de programas Nacionais da Globo como a novela “A Favorita”, Fantástico, Encontro com Fátima Bernardes, Altas Horas e Faustão. Programas musicais como Sr Brasil, Metrópolis, Viola minha Viola, Danilo Gentilli, Ratinho, também receberam a presença de Nivaldo. 
Atuou na novela Velho Chico (Rede Globo/ 2017) como sanfoneiro. Hoje, trabalha em sua carreira solo, e tem em seu repertório músicas autênticas do Nordeste como o baião, xote, xaxado, côco e arrasta-pé. 

## Discografia
- Pra Ficar (2007) participação Paroara do Acordeon
- Revivendo Luiz Gonzaga (2008) participação Flavinho Lima e Dantas do Forró
- Ao Vivo (2012) participação Luciano Dagata, Ito Moreno e Flavinho Lima
- Verdade (2015) participação Fagner, Flávio José, Targino Gondim, Waldonys, Cezzinha e Adelson Viana
- Grito de São João (2016)
- DVD - Ao Vivo em SP (2012) faixa bônus Dominguinhos
- DVD - Ao vivo em Campina Grande (2015)

## Cinema
- Gonzaga - de Pai pra Filho (2012)[8]